# 76.ª edición de los Premios Óscar
La 76.ª edición de los Óscar premió a las mejores películas de 2003. Organizada por la Academia de Artes y Ciencias Cinematográficas, tuvo lugar en el Teatro Kodak de Los Ángeles (Estados Unidos) el 29 de febrero de 2004.
El Señor de los Anillos: el retorno del Rey  arrasó en esta edición  y logró varias hazañas que son consideradas como históricas para este galardón: empezando por ser la tercera película más premiada en la historia del Óscar al igualar las 11 estatuillas que  ganarón  con anterioridad Ben-Hur en 1959 y Titanic en 1998, además se convirtió en la tercera película en ganar todas las categorías en las que estaba nominada, superando las 9 estatuillas que ganaron Gigi en 1958 y El ultimo emperador en 1987, igualmente se convirtió en la segunda secuela en ganar el Óscar en la categoría principal, una hazaña que logró con anterioridad El Padrino II en 1974, además se convirtió en la décima película en ganar la estatuilla a Mejor película sin haber recibido una nominación en las categorías actorales y finalmente se convirtió en la primera película del género fantástico en ganar el Óscar a la Mejor película,  destacando que anteriormente ninguna película de fantasía había ganado el premio. 
Por su parte Sofia Coppola se convirtió en la tercera mujer en recibir una nominación al Óscar a la mejor dirección, además de ser la primera mujer estadounidense en recibir dicha nominación (cabe recordar que Lina Wertmüller es italiana y Jane Campion neozelandensa) y en virtud de las victorias previas conseguidas por su padre Francis Ford Coppola  y su abuelo Carmine Coppola con la victoria de Sofia Coppola en la categoría de Mejor guion original, la convirtió en la segunda ganadora de la tercera generación de una familia en la historia del Óscar. 
A los trece años de edad Keisha Castle-Hughes se convirtió en ese entonces en la actriz más joven en ser nominada al Óscar como Mejor actriz pero sería superada por Quvenzhane Wallis en 2012 al ser nominada en la misma categoría a los 9 años de edad. 
Con las victorias de Sean Penn y Tim Robbins en las categorías de Mejor actor y Mejor actor actor de reparto respectivamente Mystic River se convirtió en la cuarta película en ganar las dos categorías de actuación masculina.

## Presentadores de premios
| Persona                            | Categoría                                            |
| ---------------------------------- | ---------------------------------------------------- |
| Billy Crystal                      | Maestro de ceremonias                                |
| Steven Spielberg                   | Mejor Película                                       |
| Tom Cruise                         | Mejor Director                                       |
| Nicole Kidman                      | Mejor Actriz                                         |
| Adrien Brody                       | Mejor Actor                                          |
| Catherine Zeta-Jones               | Mejor Actriz de Reparto                              |
| Chris Cooper                       | Mejor Actor de Reparto                               |
| Francis Ford Coppola Sofia Coppola | Mejor Guion Adaptado                                 |
| Tim Robbins Susan Sarandon         | Mejor Guion Original                                 |
| Charlize Theron                    | Mejor Película de habla no Inglesa                   |
| Robin Williams                     | Mejor Película de Animación                          |
| Pierce Brosnan Julianne Moore      | Mejor Montaje                                        |
| Jude Law Uma Thurman               | Mejor Fotografía                                     |
| Angelina Jolie                     | Mejor Dirección de Arte                              |
| Sting Phil Collins                 | Mejor Banda Sonora                                   |
| Will Ferrell Jack Black            | Mejor Canción Original                               |
| Scarlett Johansson                 | Mejor Maquillaje                                     |
| Renée Zellweger                    | Mejor Diseño de Vestuario                            |
| Alec Baldwin Naomi Watts           | Mejor Documental Largo                               |
| John Cusack Diane Lane             | Mejor Documental Corto                               |
| John Travolta Sandra Bullock       | Mejor Sonido Mejor Edición de Sonido                 |
| Will Smith Jada Pinkett Smith      | Mejores Efectos Visuales                             |
| Owen Wilson Ben Stiller            | Mejores Cortometraje Mejores Cortometraje Animado    |
| Nicolas Cage                       | Clip de Master and Commander: Al otro lado del mundo |
| Ian McKellen                       | Clip de El Señor de los Anillos: el retorno del Rey  |
| Bill Murray                        | Clip de Lost in Translation                          |
| Oprah Winfrey                      | Clip de Mystic River                                 |
| Tobey Maguire                      | Clip de Seabiscuit                                   |
| Jim Carrey                         | Óscar Honorífico                                     |

## Ceremonia

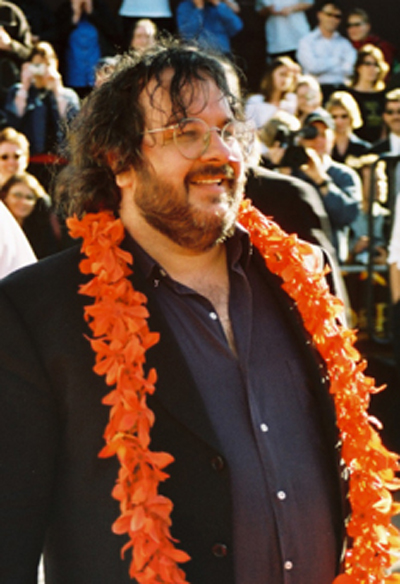
El director Peter Jackson en el estreno mundial de la tercera parte de El Señor de los Anillos en Wellington, Nueva Zelanda.

A las 2:30 h estaba lleno el Kodak Theater de Los Ángeles. Los últimos en desfilar fueron el director Peter Jackson y el protagonista de El Señor de los Anillos: el retorno del Rey Elijah Wood. Sean Connery entró en escena y dio paso al primer clip de la noche sobre ir al cine. Billy Crystal aparece en una sala con una videocámara pirateando la película. Poco después Crystal entra con las gafas de Jack Nicholson. Realizó algunas bromas con algunos de los candidatos, también sobre George Bush y cantó un tema en el que citó a todas las películas candidatas al ritmo de Old man river, Mystic River; María de West Side Story para Sofia Coppola y su Lost in Translation; Mary Poppins, para El Señor de los Anillos: el retorno del Rey; Goldfinger para Seabiscuit; y finalizó con Louis Amstrong para Master and Commander: Al otro lado del mundo.
Catherine Zeta-Jones, entregó el Óscar al mejor actor de reparto para Tim Robbins, por Mystic River. Con un pin hippy de la paz agradece el Óscar a sus compañeros y a Clint Eastwood, y anima a las personas que sufren un problema como el de su personaje. Tras meterse con Hacienda, Crystal da paso a Ian McKellen que presenta un corto de El Señor de los Anillos: el retorno del Rey. Poco después Angelina Jolie, entregó el Óscar a la mejor dirección artística que fue para Grant Major (dirección artística) y Dan Hennah y Alan Lee (decorados), por El Señor de los Anillos: el retorno del Rey. Robin Williams, presentó el Óscar a la mejor película de animación que fue para Buscando a Nemo, de Andrew Stanton. Renée Zellweger, dio paso al Óscar al mejor diseño de vestuario que fue para Ngila Dickson y Richard Taylor, por El Señor de los Anillos: el retorno del Rey. Vuelve Crystal para hacer un chiste y una encuesta entre famosos y sus películas favoritas. Después Nicholas Cage presentó el clip de Master and Commander: Al otro lado del mundo.
Chris Cooper entregó el Óscar a la mejor actriz de reparto a Renée Zellweger, por Cold Mountain. Tom Hanks rindió tributo al fallecido Bob Hope que presentó los Óscar 18 veces. Al son de la banda sonora de Forrest Gump se sucedieron imágenes del centenario actor. Owen Wilson y Ben Stiller, como Starsky y Hutch, promocionan la película basada en la serie de los setenta y de paso entregan el Óscar al mejor corto a Two soldiers, de Aaron Scheider y Andrew J. Sacks, así como el correspondiente al mejor corto de animación, que fue para Harvie Krumpet, de Adam Elliot.
Liv Tyler, presentó la primera canción de la noche que fue interpretada por Sting y Allison Krauss. Se trató de «You Will Be My Ain True Love», perteneciente a Cold Mountain. También de dicha película se cantó el otro tema candidato, «Scarlet Tide», con T Bone Burnet y Elvis Costello. Will Smith y su esposa entran de la mano para hacer entrega del Óscar a los mejores efectos visuales a Jim Rygiel, Joe Letteri, Randall William Cook y Alex Funke, por El Señor de los Anillos: el retorno del Rey. Jennifer Garner ofreció un resumen de la entrega de los premios científicos y técnicos, que ella presentó unos días antes.
Jim Carrey presentó el Óscar honorífico a Blake Edwards. Crystal cedió la palabra a su compañero del Saturday night live Bill Murray que presentó el clip de su propia película Lost in Translation. Scarlett Johansson, entregó el Óscar al mejor maquillaje a Richard Taylor y Peter King, por El Señor de los Anillos: el retorno del Rey. John Travolta y Sandra Bullock, fueron los encargados de conceder el Óscar al mejor sonido a Richard Taylor y Peter King, por El Señor de los Anillos: el retorno del Rey, así como al mejor montaje de sonido a Richard King, por Master and commander: al otro lado del mundo. Julia Roberts rindió tributo a Katharine Hepburn con un repaso a su filmografía incluido. Oprah Winfrey presentó el clip dedicado a Mystic River. Pero llega el momento del Óscar que es entregado por John Cusack y Diane Lane dan el premio al mejor corto documental a Chernobyl heart, de Maryann DeLeo. Phil Collins y Sting, entregaron el Óscar a la mejor banda sonora original a Howard Shore, por El Señor de los Anillos: el retorno del Rey, su sexto premio.
Pierce Brosnan y Julianne Moore se hacen cargo de entregar el Óscar al mejor montaje a Jamie Selkirk, por El Señor de los Anillos: el retorno del Rey. Michael McKean y Annette O'Toole, interpretaron el tema A kiss at the end of the rainbow, de A mighty wind. Will Ferrell y Jack Black presentaron el Óscar a la mejor canción original, canción incluida, el cual recayó en Into the west, de Fran Walsh, Howard Shore y Annie Lennox (música y letra), por El Señor de los Anillos: el retorno del Rey. Charlize Theron, concedió el Óscar a la mejor película de habla no inglesa a Las invasiones bárbaras, de Denys Arcand, quien junto a los productores agradecieron que El Señor de los Anillos: el retorno del Rey no figurase en este apartado. Jude Law y Uma Thurman dieron el Óscar a la mejor fotografía para Russell Boyd, por Master and commander: al otro lado del mundo.
Francis y Sofia Coppola, se encargaron del galardón al mejor guion adaptado, que recayó en Fran Walsh, Philippa Boyens y Peter Jackson, por El Señor de los Anillos: el retorno del Rey. Tobey Maguire presentó el clip de Seabiscuit. Susan Sarandon y Tim Robbins hicieron entrega del premio al mejor guion original a Sofia Coppola, por Lost in Translation. Tom Cruise entregó el Óscar al mejor director, para Peter Jackson por El Señor de los Anillos: el retorno del Rey. Adrien Brody entregó el Óscar a la mejor actriz para Charlize Theron, por Monster. Nicole Kidman anunció el Óscar al mejor actor para Sean Penn, por Mystic River. Steven Spielberg entregó el Óscar a la mejor película a El Señor de los Anillos: el retorno del Rey, que, de esta manera, se llevó los once Óscar a los que aspiraba, igualando a Titanic y Ben-Hur.

## Candidaturas y ganadores

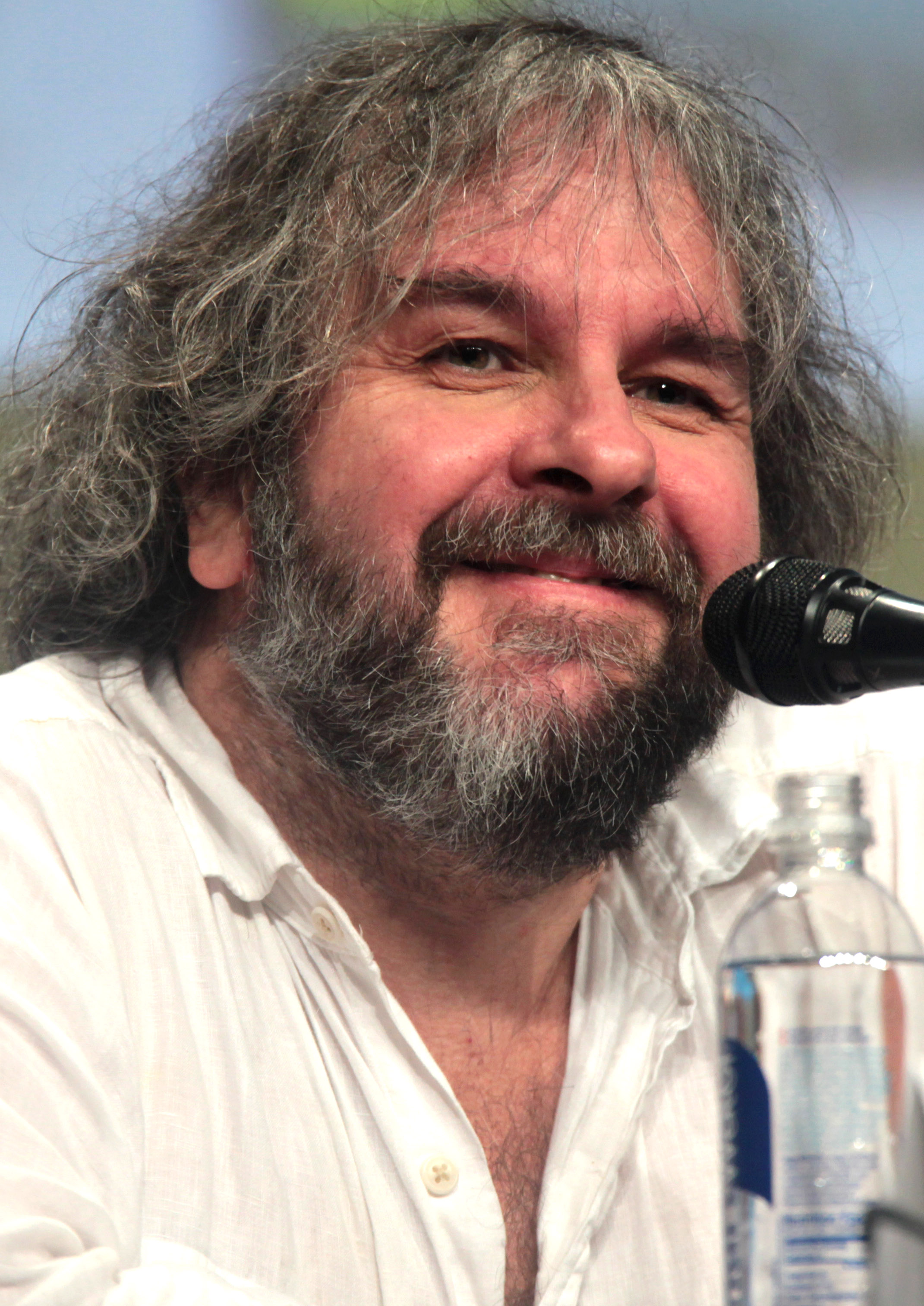
Peter Jackson fue el ganador del Óscar al mejor director por El Señor de los Anillos: el retorno del Rey.

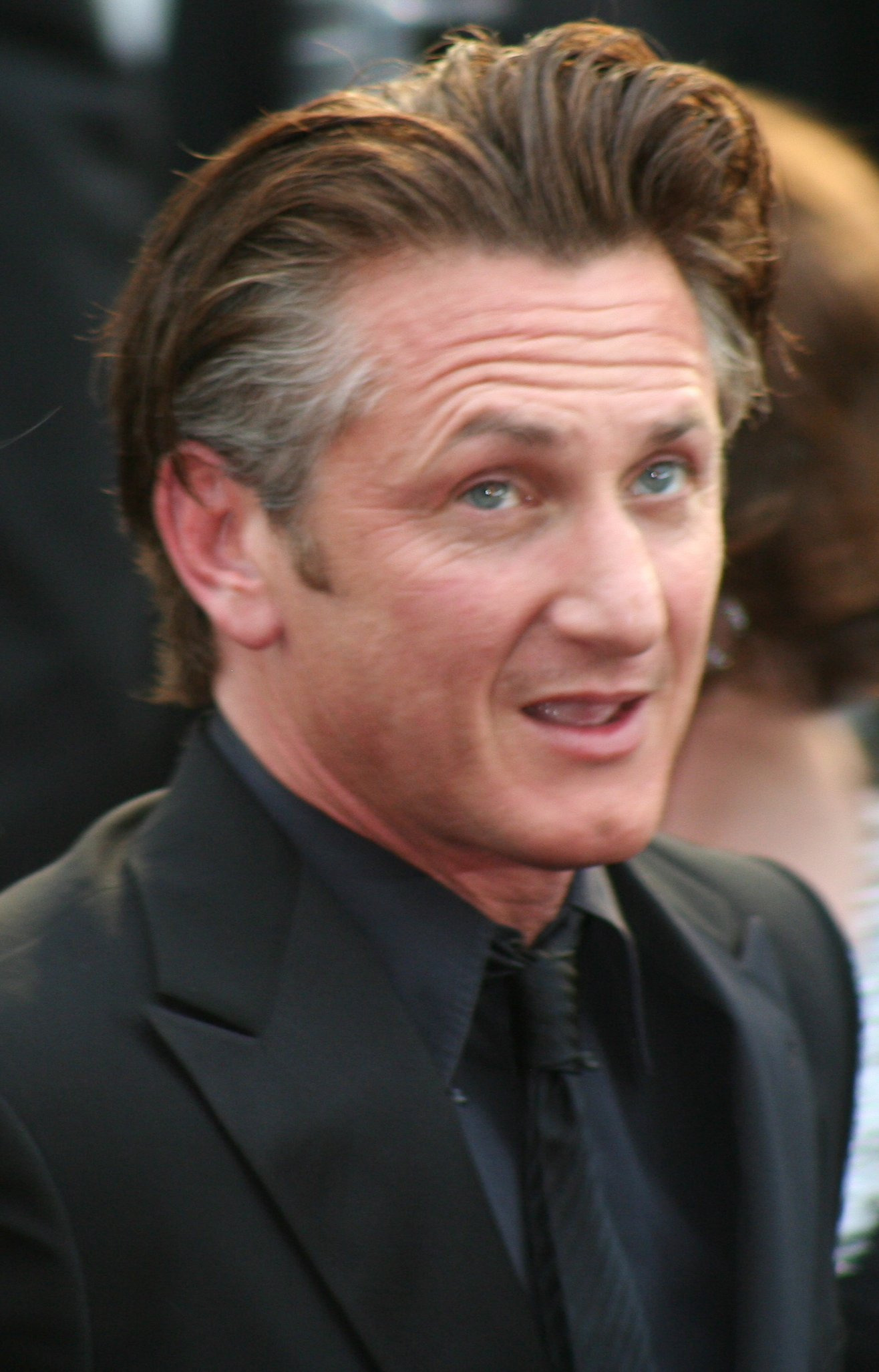
Sean Penn fue el ganador del Óscar al mejor actor por Mystic River.

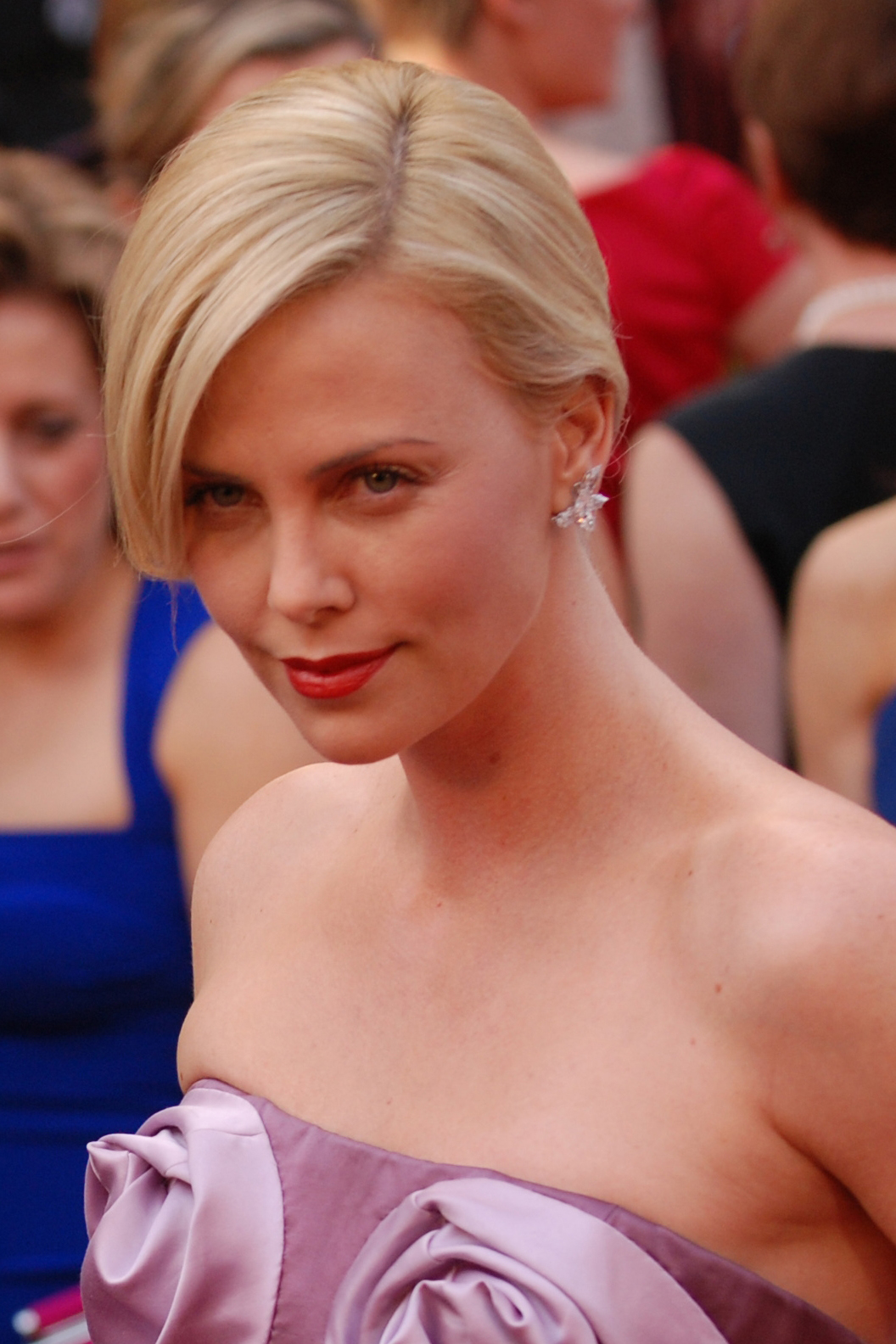
Charlize Theron fue la ganadora del Óscar a mejor actriz por Monster.

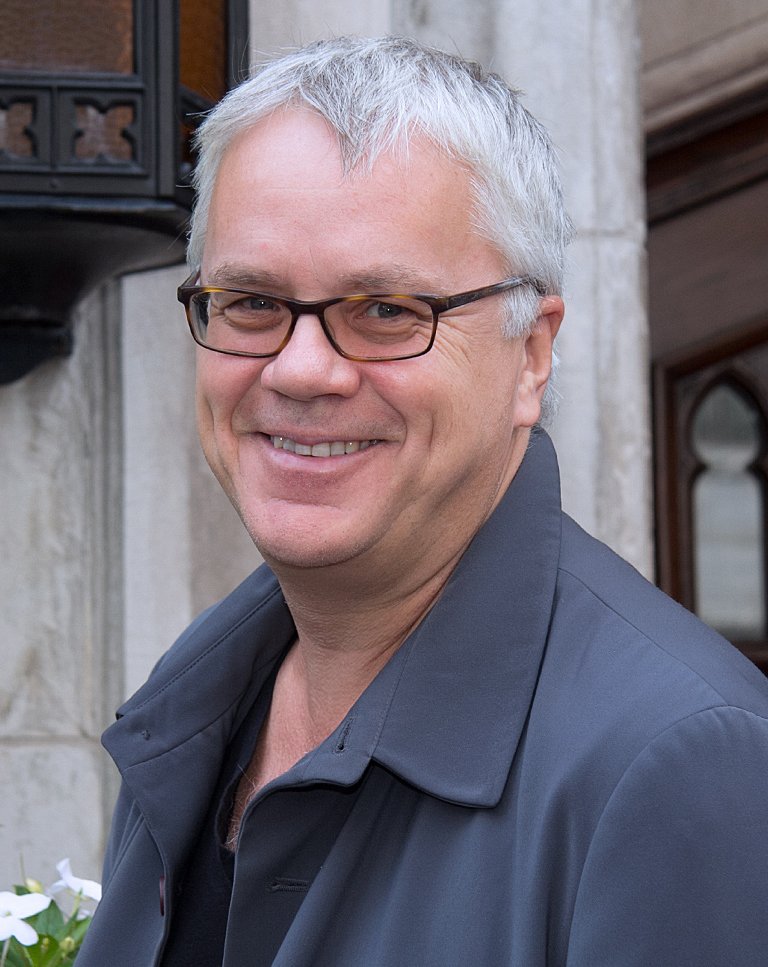
Tim Robbins fue el ganador del Óscar a mejor actor de reparto por Mystic River.

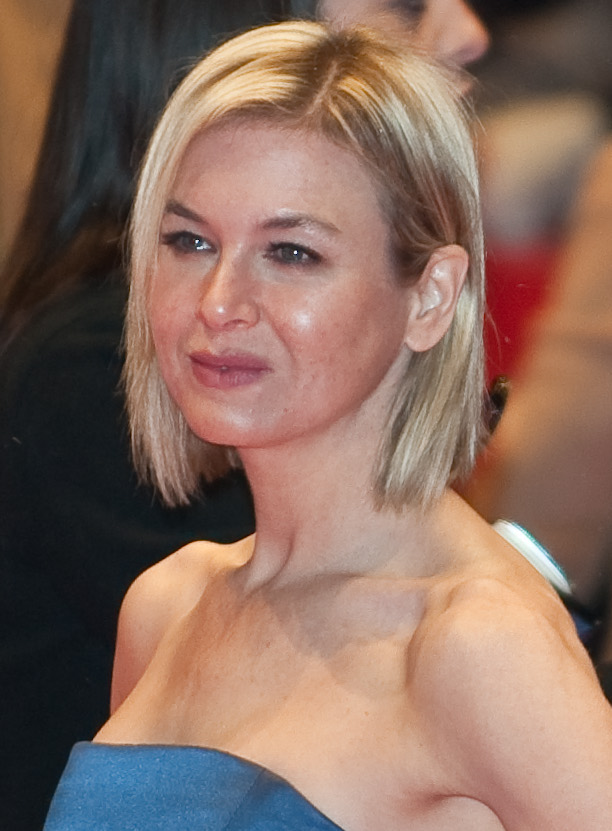
Renée Zellweger fue la ganadora del Óscar a la mejor actriz de reparto por Cold Mountain.

Indica el ganador dentro de cada categoría.
| Mejor película Presentado por: Steven Spielberg | Mejor director Presentado por: Tom Cruise |
| --- | --- |
| The Lord of the Rings: The Return of the King (El Señor de los Anillos: el retorno del Rey) — Peter Jackson, Fran Walsh y Barrie M. Osborne | Peter Jackson — The Lord of the Rings: The Return of the King (El Señor de los Anillos: el retorno del Rey) |
| - Lost in Translation — Sofia Coppola y Ross Katz - Master and Commander: The Far Side of the World (Master and Commander: Al otro lado del mundo) — Samuel Goldwyn, Jr., Peter Weir y Duncan Henderson - Mystic River — Clint Eastwood y Robert Lorenz - Seabiscuit — Kathleen Kennedy, Frank Marshall y Gary Ross. | - Sofia Coppola — Lost in Translation - Clint Eastwood — Mystic River - Fernando Meirelles — Cidade de Deus (Ciudad de Dios) - Peter Weir — Master and Commander: The Far Side of the World (Master and Commander: Al otro lado del mundo) |
| Mejor actor Presentado por: Nicole Kidman | Mejor actriz Presentado por: Adrien Brody |
| Sean Penn — Mystic River como Jimmy Markum | Charlize Theron — Monster como Aileen Wuornos |
| - Johnny Depp — Pirates of the Caribbean: The Curse of the Black Pearl (Piratas del Caribe: La maldición de la Perla Negra) como Capitán Jack Sparrow - Ben Kingsley — House of Sand and Fog (Casa de arena y niebla) como Massoud Amir Behrani - Jude Law — Cold Mountain como W. P. Inman - Bill Murray — Lost in Translation como Bob Harris | - Keisha Castle-Hughes — Whale Rider como Paikea Apirana - Diane Keaton — Something's Gotta Give (Cuando menos te lo esperas) como Erika Berry - Samantha Morton — In America como Sarah Sullivan - Naomi Watts — 21 Grams (21 gramos) como Cristina "Cris" Williams-Peck |
| Mejor actor de reparto Presentado por: Catherine Zeta-Jones | Mejor actriz de reparto Presentado por: Chris Cooper |
| Tim Robbins — Mystic River como Dave Boyle | Renée Zellweger — Cold Mountain como Ruby Thewes |
| - Alec Baldwin — The Cooler como Shelly Kaplow - Benicio Del Toro — 21 Grams (21 gramos) como Jack Jordan - Djimon Hounsou — In America como Mateo Kuamey - Ken Watanabe — The Last Samurai (El último samurái) como Katsumoto Moritsugu | - Shohreh Aghdashloo — House of Sand and Fog (Casa de arena y niebla) como Nadereh Behrani - Patricia Clarkson — Pieces of April (Retrato de April) como Joy Burns - Marcia Gay Harden — Mystic River como Celeste Boyle - Holly Hunter — Thirteen como Melanie Freeland |
| Mejor guion original Presentado por: Tim Robbins y Susan Sarandon | Mejor guion adaptado Presentado por: Sofia Coppola y Francis Ford Coppola |
| Lost in Translation — Sofia Coppola. | The Lord of the Rings: The Return of the King (El Señor de los Anillos: el retorno del Rey) — Fran Walsh, Philippa Boyens y Peter Jackson basado en El retorno del Rey por J. R. R. Tolkien |
| - Finding Nemo (Buscando a Nemo) — Andrew Stanton, Bob Peterson y David Reynolds - Dirty Pretty Things (Negocios ocultos) — Steven Knight - In America — Jim Sheridan, Naomi Sheridan y Kirsten Sheridan - Les Invasions barbares (Las invasiones bárbaras) — Denys Arcand | - American Splendor — Robert Pulcini y Shari Springer Berman basado en American Splendor por Harvey Pekar y Our Cancer Year por Joyce Brabner - Cidade de Deus (Ciudad de Dios) — Braulio Mantovani basado en Ciudad de Dios de Paulo Lins - Mystic River — Brian Helgeland basado en Mystic River de Dennis Lehane - Seabiscuit — Gary Ross basado en Seabiscuit: una leyenda americana por Laura Hillenbrand                                                            |
| Mejor película de animación Presentado por: Robin Williams | Mejor película extranjera (de habla no inglesa) Presentado por: Charlize Theron |
| Finding Nemo (Buscando a Nemo) — Andrew Stanton. | Les Invasions barbares (Las invasiones bárbaras) (Canadá) en francés — Denys Arcand |
| - Brother Bear (Hermano oso) — Aaron Blaise y Robert Walker - Les Triplettes de Belleville (Bienvenidos a Belleville) — Sylvain Chomet | - Tasogare seibei (El ocaso del samurái) (Japón) en japonés — Yoji Yamada - Ondskan (Solo contra sí mismo) (Suecia) en sueco — Mikael Håfström - De Tweeling (Gemelas) (Países Bajos) en neerlandés — Ben Sombogaart - Zelary (República Checa) en checo — Ondřej Trojan |
| Mejor documental largo Presentado por: Alec Baldwin y Naomi Watts | Mejor documental corto Presentado por: John Cusack y Diane Lane |
| The Fog of War — Errol Morris y Michael Williams | Chernobyl Heart — Maryann DeLeo |
| - Balseros — Carles Bosch y Josep Maria Domenech - Capturing the Friedmans — Andrew Jarecki y Marc Smerling - Mi arquitecto: el viaje de un hijo — Nathaniel Kahn y Susan Rose Behr - The Weather Underground — Sam Green y Bill Siegel | - Asylum — Sandy McLeod y Gini Reticker - Ferry Tales — Katja Esson |
| Mejor cortometraje Presentado por: Owen Wilson y Ben Stiller | Mejor cortometraje animado Presentado por: Owen Wilson y Ben Stiller |
| Two Soldiers — Aaron Schneider y Andrew J. Sacks | Harvie Krumpet — Adam Elliot |
| - (A) Torzija [(A) Torsion] — Stefan Arsenijevic - Die Rote Jacke (The Red Jacket) — Florian Baxmeyer - Most — William Zabka - Squash — Lionel Bailliu | - Boundin' — Bud Luckey - Destino — Dominique Monfery y Roy E. Disney - Gone Nutty — Carlos Saldanha y John C. Donkin - Nibbles — Christopher Hinton |
| Mejor banda sonora Presentado por: Sting y Phil Collins | Mejor canción original Presentado por: Will Ferrell y Jack Black |
| The Lord of the Rings: The Return of the King (El Señor de los Anillos: el retorno del Rey) — Howard Shore | «Into the West» — The Lord of the Rings: The Return of the King (El Señor de los Anillos: el retorno del Rey) ; Música y Letra por Fran Walsh, Howard Shore y Annie Lennox |
| - Big Fish — Danny Elfman - Finding Nemo (Buscando a Nemo) — Thomas Newman - House of Sand and Fog (Casa de arena y niebla) — James Horner. - Cold Mountain — Gabriel Yared | - «A Kiss at the End of the Rainbow» — A Mighty Wind (Un poderoso viento); Música y Letra por Michael McKean y Annette O'Toole - «Belleville Rendez-vous» — Les Triplettes de Belleville (Bienvenidos a Belleville); Música por Benoît Charest; Letra por Sylvain Chomet - «Scarlet Tide» — Cold Mountain; Música y Letra por T-Bone Burnett y Elvis Costello - «You Will Be My Ain True Love» — Cold Mountain; Música y Letra por Sting                                  |
| Mejor edición de sonido Presentado por: John Travolta y Sandra Bullock | Mejor sonido Presentado por: John Travolta y Sandra Bullock |
| Master and Commander: The Far Side of the World (Master and Commander: Al otro lado del mundo) — Richard King | The Lord of the Rings: The Return of the King (El Señor de los Anillos: el retorno del Rey) — Christopher Boyes, Michael Semanick, Michael Hedges y Hammond Peek |
| - Finding Nemo (Buscando a Nemo) — Gary Rydstrom y Michael Silvers - Pirates of the Caribbean: The Curse of the Black Pearl (Piratas del Caribe: La maldición de la Perla Negra) — Christopher Boyes y George Watters II | - The Last Samurai (El último samurái) — Andy Nelson, Anna Behlmer y Jeff Wexler - Master and Commander: The Far Side of the World (Master and Commander: Al otro lado del mundo) — Paul Massey, Doug Hemphill y Arthur Rochester - Pirates of the Caribbean: The Curse of the Black Pearl (Piratas del Caribe: La maldición de la Perla Negra) — Christopher Boyes, David Parker, David Campbell y Lee Orloff - Seabiscuit — Andy Nelson, Anna Behlmer y Tod A. Maitland |
| Mejor dirección artística Presentado por: Angelina Jolie | Mejor fotografía Presentado por: Jude Law y Uma Thurman |
| The Lord of the Rings: The Return of the King (El Señor de los Anillos: el retorno del Rey) — Dirección artística: Grant Major; Diseño de decorados: Dan Hennah y Alan Lee | Master and Commander: The Far Side of the World (Master and Commander: Al otro lado del mundo) — Russell Boyd |
| - The Last Samurai (El último samurái) – Dirección artística: Lilly Kilvert; Diseño de decorados: Gretchen Rau - Girl with a Pearl Earring (La joven de la perla) — Dirección artística: Ben Van Os; Diseño de decorados: Cecile Heideman - Master and Commander: The Far Side of the World (Master and Commander: Al otro lado del mundo) — Dirección artística: William Sandell; Diseño de decorados: Robert Gould - Seabiscuit — Dirección artística: Jeannine Oppewall; Diseño de decorados: Leslie Pope | - Cidade de Deus (Ciudad de Dios) — César Charlone. - Cold Mountain — John Seale - Girl with a Pearl Earring (La joven de la perla) — Eduardo Serra - Seabiscuit — John Schwartzman |
| Mejor maquillaje Presentado por: Scarlett Johansson | Mejor diseño de vestuario Presentado por: Renée Zellweger |
| The Lord of the Rings: The Return of the King (El Señor de los Anillos: el retorno del Rey) — Richard Taylor y Peter King | The Lord of the Rings: The Return of the King (El Señor de los Anillos: el retorno del Rey) — Ngila Dickson y Richard Taylor |
| - Master and Commander: The Far Side of the World (Master and Commander: Al otro lado del mundo) — Edouard Henriques III y Yolanda Toussieng - Pirates of the Caribbean: The Curse of the Black Pearl (Piratas del Caribe: La maldición de la Perla Negra) — Ve Neill y Martin Samuel | - The Last Samurai (El último samurái) — Ngila Dickson - Girl with a Pearl Earring (La joven de la perla) — Dien van Straalen - Master and Commander: The Far Side of the World (Master and Commander: Al otro lado del mundo) — Wendy Stites - Seabiscuit — Judianna Makovsky |
| Mejor montaje Presentado por: Pierce Brosnan y Julianne Moore | Mejores efectos visuales Presentado por: Will Smith y Jada Pinkett Smith |
| The Lord of the Rings: The Return of the King (El Señor de los Anillos: el retorno del Rey) — Jamie Selkirk | The Lord of the Rings: The Return of the King (El Señor de los Anillos: el retorno del Rey) — Jim Rygiel, Joe Letteri, Randall William Cook y Alex Funke |
| - Cidade de Deus (Ciudad de Dios) — Daniel Rezende - Cold Mountain — Walter Murch - Master and Commander: The Far Side of the World (Master and Commander: Al otro lado del mundo) — Lee Smith - Seabiscuit — William Goldenberg | - Master and Commander: The Far Side of the World (Master and Commander: Al otro lado del mundo) — Dan Sudick, Stefen Fangmeier, Nathan McGuinness y Robert Stromberg - Pirates of the Caribbean: The Curse of the Black Pearl (Piratas del Caribe: La maldición de la Perla Negra) — John Knoll, Hal Hickel, Charles Gibson y Terry Frazee |

### Óscar Honorífico
- Blake Edwards, en reconocimiento de su En reconocimiento a su escritura, dirección y producción de una extraordinaria obra para la pantalla.[2]

## In memoriam
Se realizaron dos recuerdos especiales a lo largo de la ceremonia. El primero fue presentado por Tom Hanks e iba dedicado al legendario cómico y múltiples veces presentador de la ceremonia, Bob Hope. El segundo fue presentado por Julia Roberts y se rindió homenaje a la mítica actriz y cuatro veces ganadora del Óscar, Katharine Hepburn.
El tributo anual a las personalidades que nos dejaron a lo largo del año, empezó con un recuerdo especial al actor Gregory Peck en su actuación en la película To Kill a Mockingbird, quien fue seguido por otras personalidades que fallecieron este año: Phillip Yordan, Michael Jeter, Bing Russell, Sydney Lassick, Carmen Filpi, Wendy Hiller, Robert Stack, Martha Scott, Dick Cusack, Hume Cronyn, Leni Riefenstahl, Philip Stone, Buddy Hackett, Buddy Ebsen, John Schlesinger, Gregory Hines, Charles Bronson, John Ritter, Johnny Cash, Sheb Wooley, Donald O'Connor, Elia Kazan, Florence Stanley, Jack Elam, Art Carney, Robert Brown, Karen Morley, Jonathan Brandis, Penny Singleton, Michael Kamen, Norman Burton, David Hemmings, Jeanne Crain, Hope Lange, Les Tremayne, Alan Bates, John Gregory Dunne, Ingrid Thulin, Spalding Gray, Uta Hagen, Ron O'Neal, Ray Stark, Noble Willingham, Ann Miller.

## Premios y nominaciones múltiples
| Película | Candidaturas | Premios |
| --- | ------------ | ------- |
| The Lord of the Rings: The Return of the King (El Señor de los Anillos: el retorno del Rey)                 | 11           | 11      |
| Master and Commander: The Far Side of the World (Master and Commander: Al otro lado del mundo)              | 10           | 2       |
| Mystic River                                                                                                | 6            | 2       |
| Cold Mountain                                                                                               | 7            | 1       |
| Finding Nemo (Buscando a Nemo)                                                                              | 4            | 1       |
| Lost in Translation                                                                                         | 4            | 1       |
| Les Invasions barbares (Las invasiones bárbaras)                                                            | 2            | 1       |
| Monster | 1            | 1       |
| Seabiscuit                                                                                                  | 7            | 0       |
| Pirates of the Caribbean: The Curse of the Black Pearl (Piratas del Caribe: La maldición de la Perla Negra) | 5            | 0       |
| The Last Samurai (El último samurái)                                                                        | 4            | 0       |
| Cidade de Deus (Ciudad de Dios)                                                                             | 4            | 0       |
| Girl with a Pearl Earring (La joven de la perla)                                                            | 3            | 0       |
| House of Sand and Fog (Casa de arena y niebla)                                                              | 3            | 0       |
| 21 Grams (21 gramos)                                                                                        | 2            | 0       |
| Les Triplettes de Belleville (Bienvenidos a Belleville)                                                     | 2            | 0       |